# Dominic Joyce
Dominic David Joyce (8 de abril de 1968) é um matemático britânico, que trabalha com geometria diferencial.
Joyce estudou no Merton College da Universidade de Oxford, one obteve um doutorado em 1992, orientado por Simon Donaldson, com a tese Hyper Complex and Quaternionic Manifolds and Scalar Curvature on Connected Sums. Esteve depois no pós-doutorado no Christ Church da Universidade de Oxford, na Universidade de Princeton e na Universidade da Califórnia em Berkeley. É desde 2006 professor em Oxford.
Recebeu o Prêmio Whitehead de 1997 e o Prêmio EMS de 2000. Foi palestrante convidado do Congresso Internacional de Matemáticos em Berlim (1998: Compact manifolds with exceptional holonomy). Recebeu o Prêmio Fröhlich de 2016.

## Obras
- Compact Manifolds with special holonomy, Oxford University Press 2000
- Riemannian Holonomy Groups and calibrated geometry, Oxford University Press 2007